# إيرين ديفيس
إيرين ديفيس هي مدونة كندية، ولدت في 26 سبتمبر 1962 في إدمونتون في كندا.